# Interros
Interros是一個由弗拉基米尔·波塔宁控制的俄羅斯集團，集團擁有很多有關採礦、金屬、能量、 零售、物業 和經濟的公司的股分。公司總部設於莫斯科 。

## 起源
公司於1990年代上半葉由弗拉基米尔·波塔宁和米哈伊尔·普罗霍罗夫成立，主要股東為弗拉基米尔·波塔宁，他在《福布斯》2019年全球億萬富豪榜中名列第58位，而Mikhail Prokhorov於2007年退出。 Prokhorov擁有Interros$75億股分。

## 價值
Interros是俄羅斯一個主要私人投資公司，而其總值直至2007年1月1日約為$300億。公司投資覆蓋俄羅斯、歐洲、亞洲和北美洲。

## 活動
公司主要投資於以下項目：
- 冶金與採礦 （MMC Norilsk Nickel ）
- 採金 （Polyus Gold）
- 金融 （羅斯銀行）
- 食物與農業 （Agros Group）
- 媒體（Prof-Media Holding Company）
- 物業與旅遊 （Open Investments 與Roza Khutor Companies）

## 外部連結
- Официальный сайт «Интерроса» （页面存档备份，存于）
- Интеррос-бриф （页面存档备份，存于）
- Интеррос-Review